# Ваниловка
Ваниловка — деревня в Козельском районе Калужской области. Входит в состав Сельского поселения «Деревня Лавровск».
Расположена на правобережье реки Клютома, примерно в 8 км к северо-западу от города Козельск.

## Население
На 2010 год население составляло 11 человек.